# Бакаловичева, Викторина

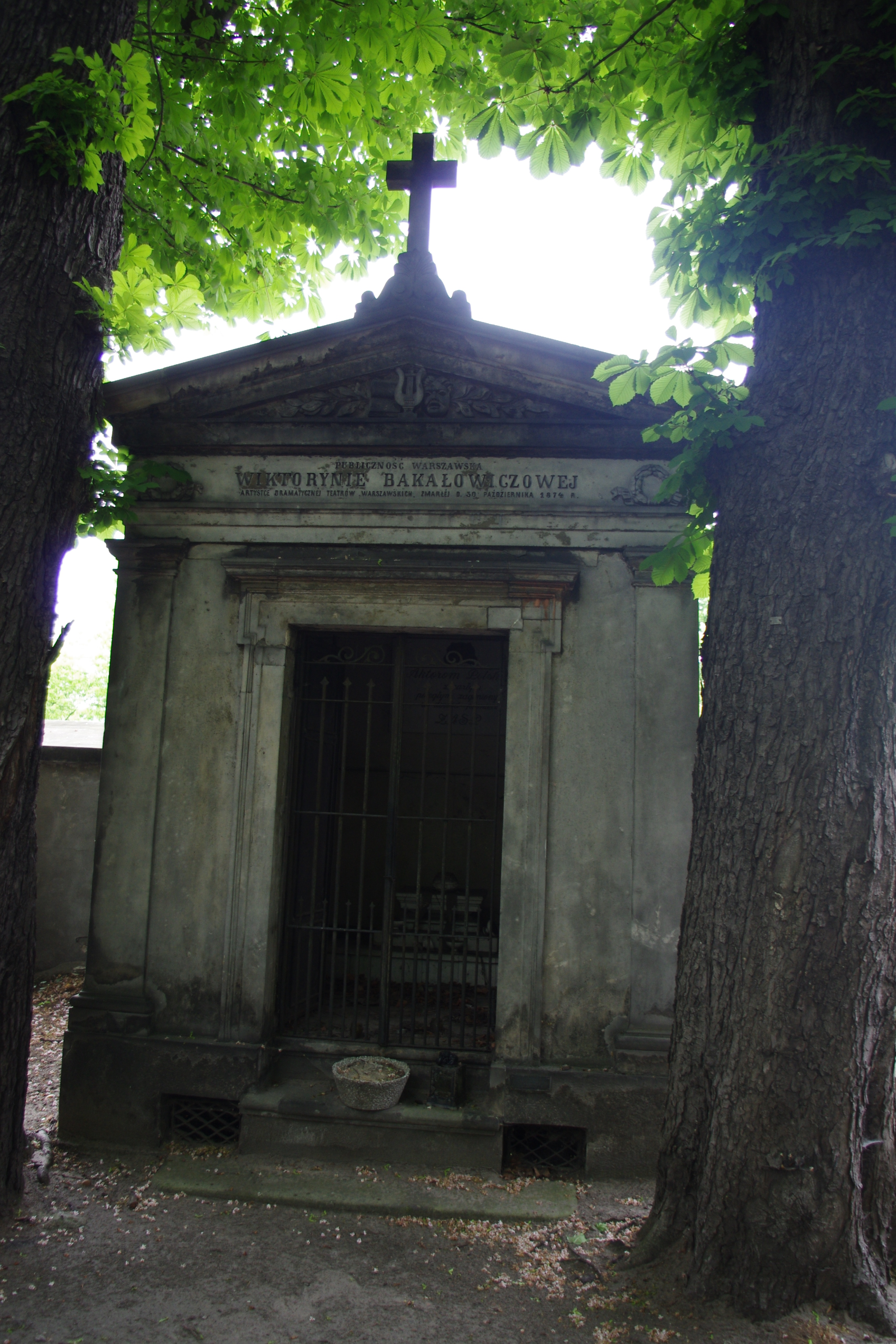
Могила актрисы Викторины Бакаловичевой на Старом Повонзком кладбище в Варшаве (Под стеной I-88/89)

Викторина Юзефа Бакалович (17 октября 1835, Варшава — 30 октября 1874, там же) — польская театральная актриса.
Происходила из театральной семьи (дочь Войцеха Шимановского и Иоанны, урождённой Мейснер), училась у Ясинского, а пению — у Кваттрини.
Впервые появилась на сцене в 1852 году в оперетте «Спокойной ночи, мистер Панталон!». С 1852 работала в Варшавских правительственных театрах, исполняя роли в комедиях в амплуа наивных героинь или юношей: Клара («Девичьи обеты» Фредро), Керубино («Женитьба Фигаро»), Дорина («Тартюф»), Цецилия («Монжуа» Фёйе). Позже перешла на характерные роли: Павлова («Старый холостяк» Близинского) и другие
В 1856 году вышла замуж за художника Владислава Бакаловича, с которым развелась в 1861 году. Похоронена на кладбище Повонзки в Варшаве (участок под стеной 1-88/89).